# Biriuczek
Bieiuczek (ros. Бирючек) – wieś w Rosji, w obwodzie astrachańskim, w rejonie kamyziackim. W 2010 liczyła 552 mieszkańców, głównie Kazachów.